# Silebu
Silebu is een bestuurslaag in het regentschap Kuningan van de provincie West-Java, Indonesië. Silebu telt 3285 inwoners (volkstelling 2010).